# Conchalí (métro de Santiago)
Conchalí est une station de la ligne 3 du métro de Santiago au Chili, située dans la commune de Conchalí.

## Situation
La station se situe entre Vivaceta au nord-ouest, en direction de Los Libertadores, et Plaza Chacabuco au sud-est, en direction de Fernando Castillo Velasco. Elle est établie sous l'intersection des avenues de l'Indépendance et Dorsal.

## Historique
La station est ouverte le 22 janvier 2019, lors de la mise en service de la ligne 3.

## Dénomination
La station est située à quelques mètres de la mairie de Conchalí, commune dont elle tire le nom. Le pictogramme de la station présente l’accès principal au bâtiment de la mairie, y compris une partie de la piscine utilisant cet accès.

## Service des voyageurs

### Accès et accueil
La station comprend un unique accès équipé d'un ascenseur.